# Arthur Abraham
Arthur Abraham, nacido Avetik Abrahamyan (20 de febrero de 1980, Ereván, Armenia) es un boxeador profesional armenio, pero con nacionalidad alemana que reside en Berlín. Es campeón de la WBO en el peso supermediano.

## Biografía
Nacido en Ereván, RSS de Armenia de padres Grigor y Sylvia Abrahamyan. Se mudó a Alemania con sus padres y hermanos en 1995 a la edad de 15 años. Cuando era adolescente, Abraham mostró interés en el ciclismo y finalmente se convirtió en el Campeón Juvenil de Baviera del Norte y Franconia. Sin embargo, después de ver una pelea emocionante de Mike Tyson, Arthur se inspiró en él para convertirse también en una estrella del boxeo. En 1999, Arthur y sus hermanos regresaron a Armenia para el servicio militar. Después de 2002, sus hermanos habían terminado su servicio militar y regresaron a Alemania en 2003. Recibió la ciudadanía alemana en agosto de 2006, al tiempo que conservó su ciudadanía armenia.

### Carrera Amateur
Abraham boxeó como un amateur en Bamberg y luego en Núremberg.
Fue un campeón del peso liviano en Alemania en el 1997. Tuvo 90 peleas como amateur, ganando 81, y con 6 empates y 3 derrotas.

### Carrera profesional
Abraham empezó su carrera profesional en el 2003.
Abraham superó a Ian Gardner, Héctor Velazco y al candidato Howard Eastman en la acumulación y ganó una vacante el 10 de diciembre de 2005, en Leipzig, Alemania contra Kingsley Ikeke en la 5.ª ronda por un KO. El 23 de septiembre de 2006, Abraham ganó una pelea decisiva contra el invicto contendiente Edison Miranda a pesar de tener la mandíbula rota en dos lugares. A Miranda se le dedujeron cinco puntos por el aterrizaje de los golpes bajos, así como intencionalmente cabezazo de Abraham en la 5 ª ronda.
En el 8 de diciembre de 2007, Abraham venció a Wayne Elcock defendiendo su título por sexta vez con un TKO.
Durante dos de sus peleas, Arthur Abraham estuvo acompañado por presentaciones en vivo de Scorpions y en la actualidad acompañado de la canción "Ready For The Fight " de The Young Punx.
El 29 de marzo de 2009, Abraham venció al americano Elvin Ayala en el duodécimo asalto por KO después de un devastador gancho derecho que envió a su oponente a estrellarse contra la lona primero. Este fue su séptima defensa de su título.

## Récord profesional
| 47 Ganadas (30 KOs), 6 Derrotas |        |                         |      |             |            |                                                             |                                                                                              |
| Res.                            | Récord | Oponente                | Tipo | Rd., Tiempo | Datos      | Localidad                                                   | Notas                                                                                        |
| G                               | 1–0    | Frank Kary Roth         | TKO  | 3 (4)       | 16/08/2003 | Nuerburg, Rheinland-Pfalz                                   | Debut profesional.                                                                           |
| G                               | 2–0    | Petr Rykala             | TKO  | 2 (4)       | 06/09/2003 | Messehalle, Erfurt, Thüringen                               |                                                                                              |
| G                               | 3–0    | Sladko Cizicz           | TKO  | 3 (4)       | 04/10/2003 | Stadthalle, Zwickau                                         |                                                                                              |
| G                               | 4–0    | Tomas Vican             | TKO  | 2 (6)       | 22/11/2003 | Erdgas Arena, Riesa                                         |                                                                                              |
| G                               | 5–0    | Cezary Piotrowski       | KO   | 4 (6)       | 13/12/2003 | Nuernberg Arena, Nürnberg, Bayern                           |                                                                                              |
| G                               | 6–0    | Alexandru Manea         | TKO  | 3 (6)       | 17/01/2004 | Rhein-Mosel-Halle, Coblenza                                 |                                                                                              |
| G                               | 7–0    | Gabriel Botos           | TKO  | 2 (6)       | 31/01/2004 | Sportcenter Jumps, Weissensee, Berlín                       |                                                                                              |
| G                               | 8–0    | Steve Walker            | KO   | 2 (8)       | 28/02/2004 | Mehrzweckhalle, Dresde, Sajonia                             |                                                                                              |
| G                               | 9–0    | Branko Sobot            | TKO  | 2 (8)       | 27/03/2004 | Bördelandhalle, Magdeburgo, Sajonia-Anhalt                  |                                                                                              |
| G                               | 10–0   | Cristian Oscar Zanabria | KO   | 5 (8)       | 17/04/2004 | Max Schmeling Halle, Prenzlauer Berg, Berlín                |                                                                                              |
| G                               | 11–0   | Mark Flynn              | KO   | 3 (8)       | 05/06/2004 | Chemnitz Arena, Chemnitz                                    |                                                                                              |
| G                               | 12–0   | Dave Nash               | KO   | 2 (8)       | 03/07/2004 | Stadthalle, Hattersheim am Main, Hessen                     |                                                                                              |
| G                               | 13–0   | Nader Hamdan            | TKO  | 12 (12)     | 04/09/2004 | Grugahalle, Essen                                           | Ganó una vacante para el WBA intercontinental peso supermediano.                             |
| G                               | 14–0   | Roberto Mario Vecchio   | TKO  | 6 (8)       | 20/11/2004 | BigBox, Kempten, Bayern                                     |                                                                                              |
| G                               | 15–0   | Ian Gardner             | UD   | 12          | 12/02/2005 | Max Schmeling Halle, Prenzlauer Berg, Berlín                | Ganó el título vacante intercontinental de la WBA peso supermediano.                         |
| G                               | 16–0   | Héctor Javier Velazco   | KO   | 5 (12)      | 23/04/2005 | Arena Westfalenhalle, Dortmund                              | Retiene el título vacante intercontinental de la WBA peso supermediano.                      |
| G                               | 17–0   | Howard Eastman          | UD   | 12          | 16/07/2005 | Nuremberg Arena, Núremberg, Bayern                          | Retiene el título vacante intercontinental de la WBA peso supermediano.                      |
| G                               | 18–0   | Luis Daniel Parada      | TKO  | 5 (8)       | 01/10/2005 | EWE Arena, Oldenburg, Niedersachsen                         |                                                                                              |
| G                               | 19–0   | Kingsley Ikeke          | KO   | 5 (12)      | 10/12/2005 | Arena Leipzig, Leipzig                                      | Gana el Título Mundial vacante de la IBF peso medio.                                         |
| G                               | 20–0   | Shannan Taylor          | UD   | 12          | 04/03/2006 | EWE Arena, Oldenburg, Niedersachsen                         | Retiene el Título Mundial de la IBF peso medio.                                              |
| G                               | 21–0   | Kofi Jantuah            | UD   | 12          | 13/05/2006 | Stadthalle, Zwickau, Sachsen                                | Retiene el Título Mundial de la IBF peso medio.                                              |
| G                               | 22–0   | Edison Miranda          | UD   | 12          | 23/09/2006 | Rittal Arena, Wetzlar, Hessen                               | Retiene el Título Mundial de la IBF peso medio.                                              |
| G                               | 23–0   | Sébastien Demers        | KO   | 3 (12)      | 26/05/2007 | Jako Arena, Bamberg, Bayern                                 | Retiene el Título Mundial de la IBF peso medio.                                              |
| G                               | 24–0   | Khoren Gevor            | KO   | 11 (12)     | 18/08/2007 | Max Schmeling Halle, Prenzlauer Berg, Berlín                | Retiene el Título Mundial de la IBF peso medio.                                              |
| G                               | 25–0   | Wayne Elcock            | TKO  | 5 (12)      | 08/12/2007 | St. Jakob Halle, Basel, Switzerland                         | Retiene el Título Mundial de la IBF peso medio.                                              |
| G                               | 26–0   | Elvin Ayala             | KO   | 12 (12)     | 29/03/2008 | Sparkassen-Arena, Kiel, Schleswig-Holstein                  | Retiene el Título Mundial de la IBF peso medio.                                              |
| G                               | 27–0   | Edison Miranda          | TKO  | 4 (12)      | 21/06/2008 | Seminole Hard Rock, Florida                                 | Consiguió pesar 166 libras.                                                                  |
| G                               | 28–0   | Raúl Márquez            | RTD  | 6 (12)      | 08/11/2008 | Jako Arena, Bayern, Bamberg                                 | Retiene el Título Mundial de la IBF peso medio.                                              |
| G                               | 29–0   | Lajuan Simon            | UD   | 12 (12)     | 14/03/2009 | Ostseehalle, Schleswig-Holstein                             | Retiene el Título Mundial de la IBF peso medio.                                              |
| G                               | 30–0   | Mahir Oral              | TKO  | 10(12)      | 27/06/2009 | Max Schmeling Halle, Prenzlauer Berg, Berlín                | Retiene el Título Mundial de la IBF peso medio.                                              |
| G                               | 31–0   | Jermain Taylor]         | KO   | 12(12)      | 17/10/2009 | O2 World, Kreuzberg, Berlín                                 | Ronda 1 del Super Six World Boxing Classic. Ganó 3 Pts por el Super Six World Boxing Classic |
| D                               | 31–1   | Andre Dirrell           | DQ   | 11(12)      | 27/03/2010 | Joe Louis Arena, Detroit, Míchigan                          | Ronda 2 de Super Six World Boxing Classic.                                                   |
| D                               | 31–2   | Carl Froch              | UD   | 12(12)      | 27/11/2010 | Hartwall Arena, Helsinki, Finland                           | Ronda 3 del Super Six World Boxing Classic. Por el título vacante del WBC.                   |
| G                               | 32–2   | Stjepan Božić           | TKO  | 2 (10)      | 12/02/2011 | RWE Rhein-Ruhr Sporthalle                                   | Se detiene la pelea por una aparente fractura en la mano de Božić.                           |
| D                               | 32-3   | Andre Ward              | UD   | (12)        | 14/05/2011 | The Home Depot Center, Carson, California                   | Por el Título Mundial de la WBA del peso supermediano.                                       |
| G                               | 33–3   | Pablo Farias            | KO   | 5 (12)      | 14/01/2012 | Baden-Arena, Offenburg, Baden-Württemberg                   | Gana el Título vacante Europeo de la WBO del peso supermediano.                              |
| G                               | 34–3   | Piotr Wilczewski        | UD   | 12          | 31/03/2012 | Kiel, Schleswig-Holstein                                    | Retuvo el Título Europeo de la WBO del peso supermediano.                                    |
| G                               | 37–4   | Willbeforce Shihepo     | UD   | 12          | 25/08/2012 | Sport and Congress Center, Schwerin, Mecklenburg-Vorpommern | Gana el Título intercontinental de la WBO del peso supermediano.                             |
| G                               | 35–3   | Robert Stieglitz        | UD   | 12          | 25/08/2012 | O2 World, Kreuzberg                                         | Gana el Título Mundial de la WBO del peso supermediano.                                      |
| G                               | 36–3   | Mehdi Bouadla           | TKO  | 8           | 15/12/2012 | Arena Nürnberger Versicherung, Núremberg, Bayern            | Gana el Título Mundial de la WBO del peso supermediano.                                      |
| G                               | 39–4   | Robert Stieglitz        | SD   | 12          | 01/03/2013 | GETEC Arena, Magdeburg, Sachsen-Anhalt                      | Gana el Título Mundial de la WBO del peso supermediano.                                      |
| G                               | 38–4   | Giovanni De Carolis     | UD   | 12          | 01/03/2013 | EWE Arena, Oldenburg, Niedersachsen                         | Retiene el Título intercontinental de la WBO del peso supermediano.                          |
| D                               | 36–4   | Robert Stieglitz        | TKO  | 4           | 23/03/2013 | GETEC Arena, Magdeburg, Sachsen-Anhalt                      | Pierde el Título Mundial de la WBO del peso supermediano.                                    |
| G                               | 40–4   | Nikola Sjekloća         | UD   | 12          | 03/05/2014 | Velodrom, Prenzlauer Berg, Berlín                           | Retiene el Título Mundial de la WBO del peso supermediano.                                   |
| G                               | 41–4   | Paul Smith              | UD   | 12          | 27/09/2014 | Kiel, Schleswig-Holstein                                    | Retiene el Título Mundial de la WBO del peso supermediano.                                   |
| G                               | 42–4   | Paul Smith              | UD   | 12          | 21/02/2015 | O2 World, Kreuzberg                                         | Retiene el Título Mundial de la WBO del peso supermediano.                                   |
| G                               | 43–4   | Robert Stieglitz        | TKO  | 6(12)       | 18/07/2015 | Gerry Weber Stadium, Halle, Nordrhein-Westfalen             | Retiene el Título Mundial de la WBO del peso supermediano.                                   |
| G                               | 44–4   | Martin Murray           | SD   | 12          | 21/11/2015 | TUI Arena, Hannover, Niedersachsen                          | Retiene el Título Mundial de la WBO del peso supermediano.                                   |
| D                               | 44–5   | Gilberto Ramírez        | UD   | 12          | 09/04/2016 | MGM Grand, Grand Garden Arena, Las Vegas                    | Pierde el Título Mundial de la WBO del peso supermediano.                                    |
| G                               | 45–5   | Tim Robin Lihaug        | TKO  | 8(12)       | 16/07/2016 | Max Schmeling Halle, Prenzlauer Berg                        | Gana el título vacante WBO International del peso supermediano.                              |
| G                               | 46–5   | Robin Krasniqi          | UD   | 12          | 22/04/2017 | Messehalle, Erfurt                                          |                                                                                              |
| D                               | 46–6   | Chris Eubank Jr.        | UD   | 12          | 15/07/2017 | Wembley Arena, Wembley                                      | Por el Título Mundial de la IBO del peso supermediano.                                       |
| G                               | 47–6   | Patrick Nielsen         | SD   | 12          | 28/04/2018 | Baden-Arena, Offenburg, Alemania                            | Gana el Título Internacional de la WBO del peso supermediano.                                |